# Yannic Fitzi
Yannic Fitzi (* 14. Mai 2001) ist ein Schweizer Unihockeyspieler, der zurzeit beim NLA-Verein Floorball Thurgau unter Vertrag steht. Seine Geschwister Seraina Fitzi und Silas Fitzi spielen beide ebenfalls Unihockey.

## Karriere
Die ersten Unihockeyvereine Fitzis waren JS Romanshorn sowie Thurgau Unihockey Erlen. 2017 wechselte er dann zu Floorball Thurgau, wo er die restlichen Juniorenstufen durchlief. Im September 2017 bestritt er bereits sein erstes Spiel in der NLB.
Im Januar 2021 wechselte er für eine halbjährige Leihe zum HC Rychenberg Winterthur, wo er zum ersten Mal in der höchsten Schweizer Liga spielte. In Winterthur kam er zu insgesamt 17 Einsätzen, jedoch ohne ein Tor zu erzielen.
Danach kehrte er zu Floorball Thurgau zurück, mit denen er in die höchste Spielklasse aufstieg und wo er seither spielt. (Stand: Januar 2024) Seit der U17 war Fitzi Teil der Schweizer Nachwuchsauswahlen. Unterdessen gehört er zum Kader des A-Nationalteams.